# Powstanie moskiewskie (1905)
Powstanie moskiewskie, w historiografii rosyjskiej także powstanie grudniowe (ros. Декабрьское восстание, Diekabrskoje wosstanije) – zbrojne wystąpienie moskiewskich robotników przeciwko władzy carskiej. Do walki wezwała moskiewska Rada Delegatów Robotniczych, w której decydującą rolę odgrywali przedstawiciele bolszewików. Centrum powstania stanowiła robotnicza dzielnica Priesnia. Powstanie wybuchło 9 grudnia?/22 grudnia 1905 i trwało dziesięć dni. Ostatecznie zostało stłumione przez wojsko. Michaił Heller nazywa powstanie moskiewskie punktem kulminacyjnym rewolucji 1905–1907 r.

## Tło wydarzeń
W styczniu 1905 r. krwawa niedziela w Petersburgu stała się początkiem ruchu rewolucyjnego, który ogarniał kolejne regiony Imperium Rosyjskiego. Strajki robotnicze, protesty chłopskie oraz wystąpienia, podczas których formułowano postulaty narodowe, miały miejsce od guberni bałtyckich, Finlandii i Królestwa Polskiego, poprzez ziemie ukraińskie, centralną Rosję po Zakaukazie, Syberię i Azję Środkową. W październiku 1905 r. w całej Rosji wybuchł powszechny strajk generalny. W Petersburgu ukonstytuowała się Rada Delegatów Robotniczych. Podobne oddolne organy powstały również w innych miastach, a także w niektórych okręgach wiejskich Rosji. 17 października car Mikołaj II wydał manifest październikowy, w którym zapowiadał nadanie mieszkańcom Rosji praw obywatelskich, w tym wolności wyznania, zrzeszania się i nietykalności osobistej, a także nadanie Dumie Państwowej władzy ustawodawczej. Wbrew jego nadziejom wydanie manifestu nie zakończyło wydarzeń rewolucyjnych.
W Moskwie Rada Delegatów Robotniczych powstała relatywnie późno, bo dopiero 21 listopada. Została stworzona przez członków różnych partii lewicowych, przedstawicieli inteligencji, przekonanych, że rewolucja powinna zostać kontynuowana aż do obalenia caratu i utworzenia państwa socjalistycznego. Bolszewicy byli najsilniejszą z partii tworzących moskiewską Radę. Natomiast jej zwolennikami byli przede wszystkim robotnicy, w tym wielu zatrudnionych w przemyśle włókienniczym.

## Przebieg wydarzeń

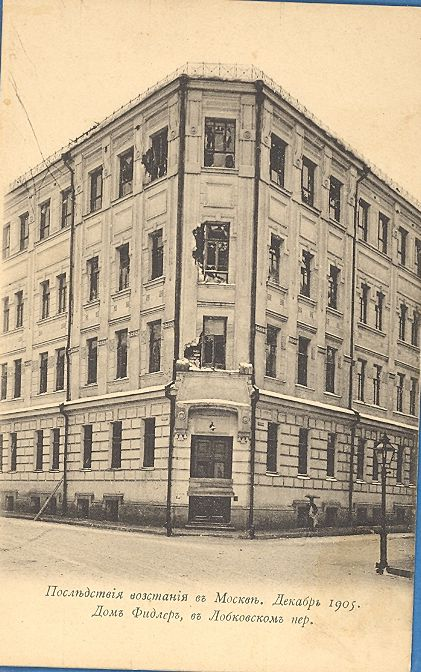
Budynek szkoły realnej Fidlera po rozpędzeniu Rady Delegatów Robotniczych 9/22 grudnia 1905 r.

Przyczyną wybuchu zbrojnego powstania w Moskwie stała się wieść o aresztowaniu członków Rady Delegatów Robotniczych i Żołnierskich w Petersburgu w dniu 3/16 grudnia 1905 r. 6/19 grudnia moskiewska Rada Delegatów Robotniczych postanowiła wszcząć zbrojne powstanie, którego celem miało być obalenie caratu, utworzenie Zgromadzenia Konstytucyjnego, a następnie proklamowanie republiki demokratycznej.
7/20 grudnia moskiewska Rada Delegatów Robotniczych ogłosiła powszechny strajk robotników i urzędników, do którego faktycznie przyłączyła się ponad połowa fabryk i zakładów w mieście. Strajk poparła również część urzędników Dumy Miejskiej i przedstawicieli inteligencji, zamknięta została większość sklepów i straganów. Dwa dni później w mieście doszło do pierwszych starć między uzbrojonymi rewolucjonistami, członkami drużyn bojowych tworzonych przez partie lewicowe, a policją i wojskiem. Drużyny bojowe przystąpiły do wznoszenia barykad na miejskich ulicach. Uczestnicy powstania, podobnie jak innych zbrojnych wystąpień okresu rewolucji 1905 r., nie tylko występowali przeciwko caratowi, ale też domagali się podwyższenia wynagrodzeń oraz skrócenia dnia roboczego.
9 grudnia?/22 grudnia 1905 miały miejsce dwa zdarzenia, które przyczyniły się do dalszej eskalacji wypadków. W parku Akwarium w centrum Moskwy policja rozpędziła mityng rewolucyjny. Podczas pacyfikacji nikt nie ucierpiał, jednak partia eserowców postanowiła następnego dnia w odwecie uderzyć na siedzibę Ochrany. 10 grudnia bojowcy partii wrzucili dwie bomby do budynku Ochrany w Bolszym Gniezdnikowskim Pierieułku, w wyniku czego zginęły trzy osoby. Również 9 grudnia wojsko otoczyło budynek szkoły realnej Fidlera, w którym obradowała Rada Delegatów Robotniczych i w którym zebrało się około dwustu rewolucjonistów. Zgromadzeni odmówili poddania się, w związku z czym budynek został ostrzelany. Wychodzący z niego rewolucjoniści zostali zaatakowani przez żołnierzy, dwadzieścia osób zabito na miejscu.

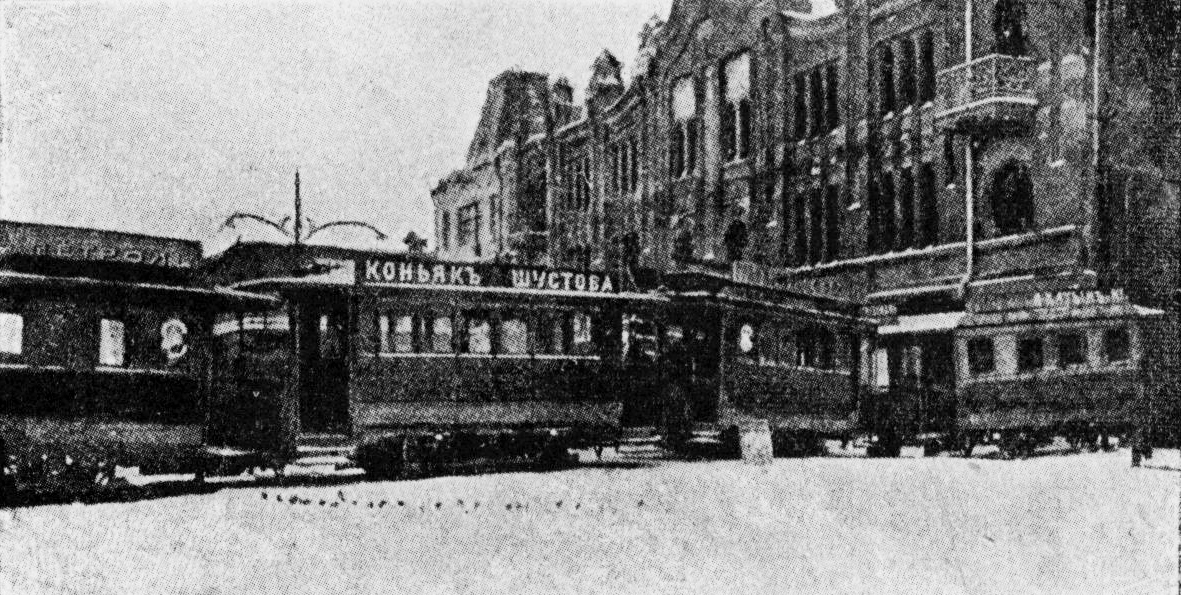
Barykada wzniesiona z wagonów tramwajowych, ul. Lesna

10 grudnia walki między rewolucjonistami i wojskiem miały już rozmiar bitew ulicznych, a następnego dnia barykady stały na wszystkich głównych ulicach Moskwy. Najważniejszym ośrodkiem powstańców była robotnicza dzielnica Priesnia, położona na zachód od ścisłego historycznego centrum Moskwy. Decyzję o przystąpieniu do strajku i powstania podjęli najpierw robotnicy Triochgornej Manufaktury na Priesni, którzy następnie wzywali do poparcia protestu również inne zakłady w dzielnicy. 10 grudnia robotnicy i robotnice Manufaktury przemaszerowali z czerwonymi sztandarami główną ulicą dzielnicy, Bolszą Priesnią; po drodze dołączali do nich robotnicy z innych fabryk. W okolicy zaułka Triochgornego na drodze pochodu stanął oddział kozaków. Żołnierze nie wykonali rozkazu zatrzymania dwóch robotnic, idących na czele maszerujących. Po tym wydarzeniu robotnicy zaczęli tworzyć w Manufakturze 10-osobowe oddziały, w miarę możliwości uzbrojone (robotnicy pozyskali wcześniej znaczną ilość broni krótkiej drogą własnej produkcji, przemytu i zakupów). Obok Manufaktury również fabryka mebli Nikołaja Szmita, sympatyzującego z rewolucjonistami, zmieniła się w bazę, z której operowały robotnicze drużyny bojowe. Łącznie liczbę bojowców szacuje się na 1200–1500 osób. Na ulicach Priesni wzniesiono liczne barykady, powołano również sztab powstania, na czele którego stanął bolszewik Zinowij Litwin-Siedoj. Zacięte starcia rozegrały się w pobliżu Mostu Garbatego na rzece Priesni, Ogrodu Zoologicznego i placu Priesnienskiej Zastawy.

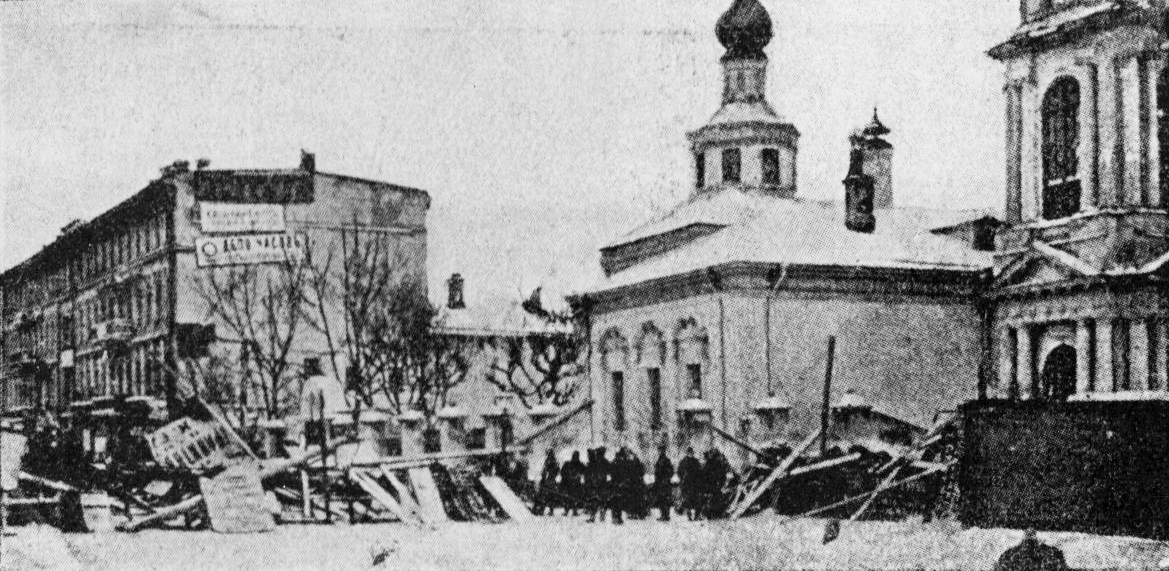
Barykada na Arbacie

Walki toczyły się również na robotniczym Zamoskworieczju, gdzie głównymi ośrodkami rewolucji były fabryki Cindela i drukarnia Sytina. Do starć doszło na placach Trubnym, Kałanczowskim, Smoleńskim, na ulicach Wielkiej i Małej Bronnej, w dzielnicy Arbat, na Prieczistience, Suchariewce, w Lefortowie i w rejonie Dorogomiłowskiej Zastawy. Z linii kolejowych wychodzących z Moskwy władze kontrolowały jedynie tę do stolicy, Petersburga, gdyż robotnicy kolejowi przyłączyli się do zbrojnego protestu. Drużyny uzbrojonych kolejarzy działały w rejonie dworców Nikołajewskiego, Jarosławskiego i Riazańskiego. Również część żołnierzy jednostek stacjonujących w Moskwie skłaniała się ku przejściu na stronę rewolucjonistów. Uzbrojone drużyny robotników moskiewskich zasiliły oddziały z innych miast, m.in. grupa uzbrojonych robotników z Iwanowa pod dowództwem Michaiła Frunzego. Członkowie drużyn napadali na policjantów i posterunki wojskowe, a także na sklepy z bronią.

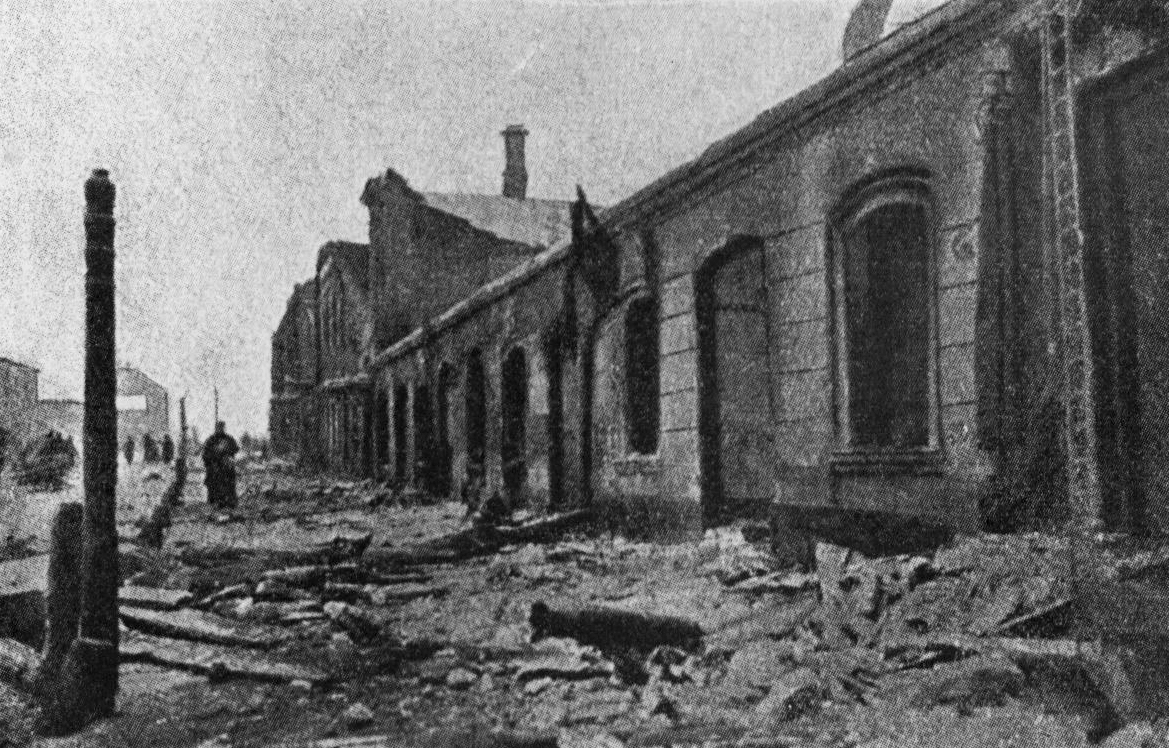
Zniszczenia przy ul. Bolszaja Priesnia po ostrzale artyleryjskim i pożarze dzielnicy

Nie mogąc liczyć na całkowitą lojalność moskiewskiego garnizonu, generał-gubernator moskiewski Fiodor Dubasow zawezwał do Moskwy Lejb-Gwardyjski Siemionowski Pułk, 16 Ładoski Pułk Piechoty, półszwadron Lejb-Gwardyjskiego Pułku Grenadierów Konnych i baterię artylerii konnej. Siły te dotarły do Moskwy 15/28 i 16/29 grudnia 1905 r. i natychmiast przystąpiły do tłumienia powstania. W celu przełamania oporu robotników na Priesni dzielnica została ostrzelana przez artylerię, co doprowadziło do wybuchu licznych pożarów. 16/29 grudnia moskiewska Rada Delegatów Robotniczych odbyła ostatnie posiedzenie, na którym nakazała uczestnikom powstania w sposób zorganizowany przerwać walkę, by nie dopuścić do śmierci wszystkich rewolucjonistów i straty zgromadzonej broni. Zdecydowano jednak, że pewne działania obronne na barykadach będą jeszcze prowadzone przez dwa dni. Faktycznie już 16/29 grudnia część strajkujących wcześniej fabryk wznowiła pracę, natomiast do 17/30 grudnia 1905 r. uzbrojone drużyny rewolucjonistów działały w obrębie Priesni. Udział Pułku Siemionowskiego w tłumieniu powstania przesądził o zwycięstwie wojsk wiernych carowi. Rankiem 17/30 grudnia rewolucjoniści porzucili barykady, wielu odeszło z Priesni na przeciwległy brzeg rzeki Moskwy po lodzie. Ostatnie starcie rozegrało się przy Garbatym Moście. Gdy tego samego dnia wieczorem Pułk Siemionowski wkroczył na Priesnię, nie zdołał odnaleźć większości powstańców, zatrzymał natomiast ok. 70 robotników. Rewolucjoniści bronili się jeszcze do 21 grudnia/3 stycznia na linii kolejowej z Moskwy do Kazania, na odcinku między Moskwą a Kołomną, jednak i stamtąd zostali wyparci.
Według Richarda Pipesa podczas walk i pacyfikacji powstania zginęło około tysiąca osób. Według raportu generał-gubernatora Dubasowa w powstaniu i podczas jego pacyfikacji zginęło 393 uczestników walk i osób cywilnych, a także 54 wojskowych i policjantów. Rannych było odpowiednio 691 i 119 osób. Czternastu mężczyzn, w tym 13 robotników Triochgornej Manufaktury zostało rozstrzelanych bez sądu z rozkazu dowódcy Pułku Siemionowskiego Gieorgija Mina.

## Upamiętnienie

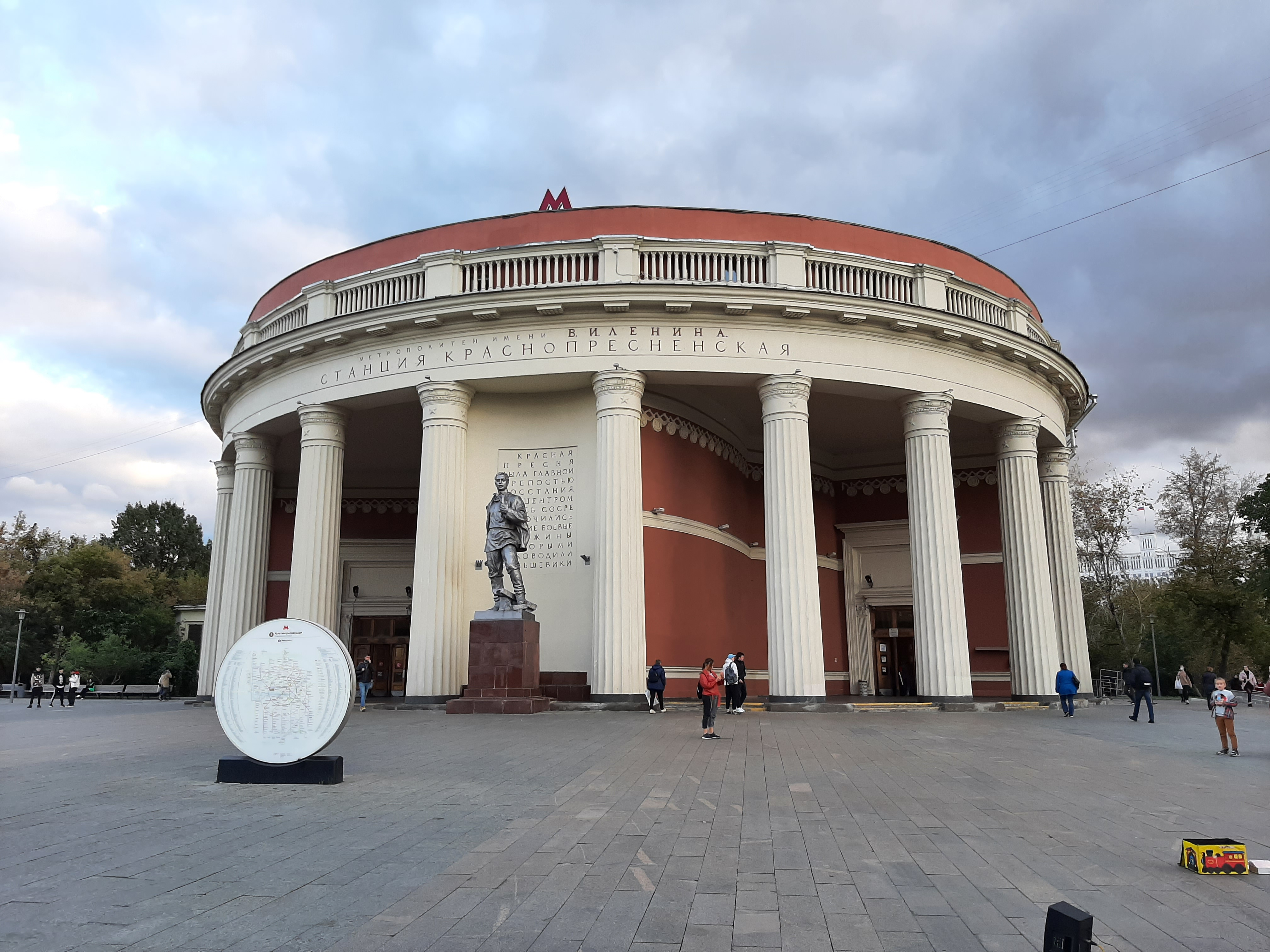
Pawilon stacji metra Krasnopriesnienskaja w Moskwie, na terenie historycznej dzielnicy Priesnia. Widoczna figura robotnika-uczestnika powstania moskiewskiego

Na cześć powstania dzielnicę Priesnia i jej główną ulicę Bolszaja Priesnia w ZSRR przemianowano na Krasną (Czerwoną) Priesnię. Natomiast przy pawilonie stacji metra Krasnopriesnienskaja, położonej przy ulicy, w 1955 r. ustawiono figurę robotnika-bojowca. Do wydarzeń 1905 r. nawiązują również dwie inne położone w pobliżu stacje metra – Barrikadnaja i Ulica 1905 goda oraz ulice o tych samych nazwach. W pobliżu wyjścia z drugiej z wymienionych stacji znajduje się pomnik rewolucjonistów. Naprzeciw niego, przy placu Krasnopriesnienskiej Zastawy, w 1920 r. założono park nazwany ku czci powstania (Park Diekabrskogo Wosstanija). W latach 20. ze składek miejscowych robotników powstał w nim obelisk pamięci uczestników antycarskiego wystąpienia. W 1967 r. na terenie parku stanęła figura robotnika wyrywającego kostkę brukową, opatrzona inskrypcją-cytatem z Lenina dotyczącym powstania. Jest to wykonana z brązu kopia gipsowej rzeźby Iwana Szadra Bruk – broń proletariatu powstałej w 1927 r. i przechowywanej w Galerii Trietjakowskiej. Natomiast w 1981 r. w pobliżu Garbatego Mostu stanął pomnik ku czci walczących na barykadach.
Walki w Moskwie w grudniu 1905 r. zostały przedstawione na monumentalnej dioramie wykonanej przez Jefima Dieszałyta i eksponowanej w muzeum „Presnia”, oddziale Muzeum Najnowszej Historii Rosji.